# Đội tuyển Fed Cup Lesotho
Đội tuyển Fed Cup Lesotho đại diện Lesotho ở giải đấu quần vợt Fed Cup và được quản lý bởi Hiệp hội Quần vợt Lesotho. Họ chưa thi đấu lại kể từ năm 2001.

## Lịch sử
Lesotho tham dự kì Fed Cup đầu tiên năm 2000.  Thành tích tốt nhất của đội là về đích thứ 4 ở Nhóm II năm 2001.